# Schizostachyum flexuosum
Schizostachyum flexuosum är en gräsart som beskrevs av Elizabeth A. Widjaja. Schizostachyum flexuosum ingår i släktet Schizostachyum och familjen gräs. Inga underarter finns listade i Catalogue of Life.